# Korsnäsfjärden
Korsnäsfjärden är en fjärd i Åland (Finland). Den ligger i den södra delen av landskapet, 13 km nordost om huvudstaden Mariehamn.
I omgivningarna runt Korsnäsfjärden växer i huvudsak barrskog.